# سنجاب شائك
السنجاب الشائك أو سنجاب الأرض الحبشي أو جُلْهُم الحبشة أو الشِّلَّر أو العَرْقَصُون طوله نحو 27 سم وذنبه 23 سم. ثوبه إلى الصهبة الصفراء يعبق مع اقترابه من الظَّهر، مواجه أبيض لامع. بطنه ينحرف إلى البياض. ذنبه صنابي اللون أبيض الجانبين. موطنه الحبشة ومعظم مناطق إفريقية الشرقية. حيث يوجد في كل من جيبوتي وإرتريا وإثيوبيا وكينيا والصومال والسودان وتنزنية وأُغندة. موائلها الطبيعية هي السَّفانة الجافة والشجيرات الجافة شبه الاستوائية أو الاستوائية. قوتُه الحشرات والنبات والعظاء وصغار الطير.